# ریموند هری براون
ریموند هری براون (انگلیسی: Raymond Harry Brown؛ زادهٔ ۷ نوامبر ۱۹۴۶) آهنگ‌ساز، تنظیم کننده و نوازنده ترومپت اهل ایالات متحده آمریکا است.